# Bočacké jezero
Bočacké jezero (srbsky Бочачко језеро/Bočačko jezero) je umělé jezero, které se nachází v Bosně a Hercegovině. Vzniklo výstavbou vodní elektrárny Bočac v roce 1981, která zahradila řeku Vrbas. Jeho břehy oddělují od sebe pohoří Čemernica a Manjača. Vzniklo zaplavením kaňonu řeky, jeho svahy jsou strmé. Využití jezera je spíše v oblasti rybolovu, než turistiky.
Jezero se nachází 50 km od Banja Luky (druhé největší město v Bosně a Hercegovině a hlavní město Republiky srbské) a 15 km od města Mrkonjić Grad. Dále po proudu řeky se nachází tzv. Grebenská soutěska.